# Robert Marchessault
Pour les articles homonymes, voir Marchessault.
Robert H. Marchessault est un chimiste et professeur québécois.
Il est un spécialiste de la chimie des polymères.

## Distinctions
- 1976 - Prix Anselme-Payen
- 1981 - Prix Urgel-Archambault de l'ACFAS[1]
- 1982 - Membre de la Société royale du Canada
- 1999 - Officier de l'Ordre du Canada
- 1999 - Prix de science macromoléculaire et de génie
- 2003 - Membre émérite de l'Acfas